# Revolution auf Granit
| Revolution auf Granit             | Revolution auf Granit |
| --------------------------------- | --- |
| Teil des Zerfalls der Sowjetunion | |
| Datum                             | 2. bis 17. Oktober 1990 |
| Ort                               | Kiew, Ukrainische SSR, Sowjetunion |
| Ausgelöst durch                   | Die Wahlen zum Obersten Sowjet der Ukrainischen SSR (entspricht dem Parlament, der heutigen Werchowna Rada) vom 4. bis 18. März 1990 |
| Ziele                             | Rücktritt von Witalij Massol des Vorsitzenden des Ministerrates der Ukrainischen SSR (Regierungschef der Ukrainischen SSR) Die Unterzeichnung des Neuen Unionsvertrags verhindern Neue Mehrparteienwahl zum Parlament vor oder im Frühling 1991 Militärdienst für Ukrainer (im Rahmen der Sowjetarmee) nur auf dem Gebiet der Ukrainische SSR Das Eigentum der Kommunistischen Partei der Ukraine und des Komsomol sollen nationalisiert werden |
| Methoden                          | Hungerstreik und die Belagerung des Majdan Nesaleschnosti mit einer Auftaktdemonstration mit 100.000 Teilnehmern |
| Ergebnis                          | Witalij Massol musste zurücktreten |

Die Revolution auf Granit (ukrainisch Революція на граніті) war ein Studentenprotest der im Oktober 1990 in Kiew, Ukraine stattfand. Die Ukraine war damals noch ein Teil der Sowjetunion und blieb dies noch bis zur Unabhängigkeitserklärung vom 24. August 1991. Die Proteste währten vom 2. Oktober bis zum 17. Oktober 1990. Eine der Forderungen der Studenten war der Rücktritt des Vorsitzenden des Ministerrats der Ukrainischen SSR Witalij Massol. Die Proteste endeten, als Massol am 17. Oktober zurücktrat und durch Witold Fokin ersetzt wurde.
Die Revolution auf Granit gilt als erster Massenprotest auf dem Majdan – die anderen sind die Orange Revolution von 2004 und der Euromaidan 2013/14.

## Geschichte
Die ukrainische Studentenverbindung wurde im August 1989 gegründet. Diese Organisation war zutiefst unzufrieden mit den Ergebnissen der Wahlen zum Obersten Sowjet der Ukrainischen Sozialistischen Sowjetrepublik vom März 1990. Bei dieser Wahl gewann die Kommunistische Partei der Ukraine 331 Sitze im Obersten Sowjet der Ukrainischen SSR (dem Parlament der Ukrainischen SSR), dem gegenüber stand das Wahlbündnis Demokratischer Block mit 111 Sitzen. Der Studentenführer Oleksandr Donij (ukr.: Доній Олександр Сергійович) erklärte, dass der Demokratische Block die Mehrheit gewonnen hätte. Daraufhin begann die Studentenverbindung mit den Vorbereitungen für einen groß angelegten Protest, welcher heute als Revolution auf Granit bekannt geworden ist.
Am 2. Oktober kündigten die Studenten an, in einen Hungerstreik zu treten und besetzten dabei auch den zentralen Platz der Stadt Kiew den "Platz der Oktoberrevolution" (den heutigen Majdan Nesaleschnosti). Sie entschieden sich gegen den eigentlich angesetzten Protestort, den Marienpark ⊙, weil sich dort besonders viele Milizionäre befanden. Der Tag begann mit einer Kundgebung an der 100.000 Menschen teilnahmen und der durch die Volksbewegung der Ukraine (ukr.: Народний Рух України), die Republikanische Partei der Ukraine und andere kleinere ukrainisch-patriotische Organisationen initiiert wurde. Während der Proteste fanden verschiedene andere Demonstrationen mit mehreren zehntausend Teilnehmern statt, die sich mit den Studenten solidarisierten. Auch die Arbeitnehmerorganisationen riefen zu landesweiten Streiks auf, um das Anliegen zu unterstützen. Während des Protests besuchten prominente Kulturschaffende, Oppositionspolitiker und sowjetische Dissidenten die Studenten, um ihre Unterstützung zu zeigen. An einem der ersten Tage der Proteste besuchte der Vorsitzende des Obersten Sowjets der Ukrainischen SSR Leonid Krawtschuk die Demonstranten.
Die Demonstranten wollten die Unterzeichnung des neuen Unionsvertrags verhindern, kurzfristige Parlamentsneuwahlen mit einem Mehrparteiensystem vor oder im Frühjahr 1991, Militärdienst für Ukrainer im Rahmen der Sowjetarmee sollten nur auf dem Gebiet der Ukrainische SSR stattfinden, das Eigentum der Kommunistischen Partei der Ukraine und des Komsomols sollen verstaatlicht werden und den Rücktritt von Witalij Massol, dem Vorsitzenden des Ministerrates der Ukrainischen SSR. Die Forderung den neuen Unionsvertrag nicht zu unterzeichnen, welcher aus der Sowjetunion eine Union der Sowjetischen Souveränen Republiken machen sollte, war Teil des damaligen Wiederauflebens des ukrainischen Nationalismus. (Im August 1991 erlangte die Ukraine ihre Unabhängigkeit.)
Am ersten Tag des Protests versammelten sich nur einige Dutzend Studenten aus Kiew, Lwiw, Kamjanske, Iwano-Frankiwsk und einigen anderen Städten auf dem Platz. Innerhalb weniger Tage waren es mehrere Hundert, zusammen mit etwa zehntausend Ukrainern, die sie unterstützten. Die Studenten errichteten auf dem Platz Zeltbahnen, die als Unterkunft dienten. Seinen Namen erhielt der Protest durch die Aufstellung der Zelte auf dem Granit des Platzes. Von allen Demonstranten befanden sich etwa 200 im Hungerstreik (alle haben die Aktion überlebt). Im Verlauf wurde auch ein weiteres Lager vor dem Obersten Sowjet der Ukrainischen SSR eingerichtet. Wegen des großen Umfangs des Protests und weil sich einige Abgeordneten auf die Seite der Studenten gestellt hatten, durfte der Studentführer Oleksandr Donij von der Nationale Oles-Hontschar-Universität Dnipro die Forderungen der Studenten sogar in einer Rede vor dem ukrainischen Parlament vortragen.
Am 17. Oktober 1990 wurde Massol zum Rücktritt gezwungen und durch Witold Fokin ersetzt. Die vier anderen Forderungen der Studenten wurden zunächst nicht erfüllt. Doch schon bald wurde die Wehrpflicht für Ukrainer auf das Gebiet der Ukraine beschränkt, der geplante neue Unionsvertrag erhielt keine Berücksichtigung, und zu den ukrainischen Parlamentswahlen 1994 wurden mehrere Parteien zugelassen.

## Langfristige Auswirkungen
Verschiedene Organisatoren der Revolution auf Granit wurden später zu führenden Persönlichkeiten bei der Organisation der Orangen Revolution 2004. Mychajlo Swystowytsch (ukr. Михайло Богданович Свистович) und Wjatscheslaw Kyrylenko begannen ihre politische Karriere mit der Teilnahme an der Revolution auf Granit.
Die Revolution auf Granit gilt als der erste große politische Protest, der sich auf dem Majdan Nesaleschnosti konzentrierte. Die anderen waren die Orange Revolution von 2004 und der Euromaidan von 2013/14. Diese Proteste ähnelten weitgehend dem Proteststil der Revolution auf Granit: Besetzung eines großen Platzes und Aufbau einer Bühne, auf der Künstler und Redner auftreten sollten.